# Huangtan (sockenhuvudort i Kina, Jiangxi Sheng, lat 29,52, long 117,08)
Huangtan är en sockenhuvudort i Kina. Den ligger i provinsen Jiangxi, i den sydöstra delen av landet, omkring 150 kilometer nordost om provinshuvudstaden Nanchang. Antalet invånare är 11 383. Befolkningen består av 5 363 kvinnor och 6 020 män. Barn under 15 år utgör 16,0 %, vuxna 15-64 år 76 %, och äldre över 65 år 6,0 %.
Runt Huangtan är det tätbefolkat, med 709 invånare per kvadratkilometer. Närmaste större samhälle är Jiaotan, 13,3 km öster om Huangtan. I omgivningarna runt Huangtan växer i huvudsak blandskog.
Genomsnittlig årsnederbörd är 2 597 millimeter. Den regnigaste månaden är juni, med i genomsnitt 468 mm nederbörd, och den torraste är oktober, med 52 mm nederbörd.